# Francisco Rojas (futbolista)
Francisco Elías Rojas Mendoza (La Troncal, Cañar, Ecuador, 13 de enero de 1991) es un futbolista ecuatoriano. Juega como volante y su equipo actual es el Manta FC de la Serie B de Ecuador. Es hermano del también futbolista Joao Rojas.

## Trayectoria
El 23 de mayo de 2013 fue el autor del gol 1.000 en Casa Blanca, lo convirtió al Deportivo Quevedo, en un partido que terminó con un marcador de 3-1 favorable a Liga de Quito.

## Clubes
| Club                     | País    | Año         |
| ------------------------ | ------- | ----------- |
| Independiente José Terán | Ecuador | 2009-2010   |
| Aucas                    | Ecuador | 2010        |
| Deportivo Azogues        | Ecuador | 2011        |
| Manta F.C                | Ecuador | 2012        |
| Liga de Quito            | Ecuador | 2013        |
| Deportivo Quito          | Ecuador | 2014        |
| Manta F.C                | Ecuador | 2014        |
| Deportivo La Paz         | Ecuador | 2017        |
| Politécnico              | Ecuador | 2018        |
| Malecón                  | Ecuador | 2018        |
| Manta FC                 | Ecuador | 2019 - 2020 |

## Vida personal
Es el hermano menor del también futbolista Joao Rojas; El 17 de septiembre de 2014 tuvo un grave accidente automovilístico, el futbolista tuvo que someterse a cuatro cirugías faciales para recuperarse, sin embargo su futuro es incierto, pues los médicos le aconsejaron retirarse.